# Großsiedlung Siemensstadt
La Großsiedlung Siemensstadt (letteralmente "grande insediamento di Siemensstadt"), detta anche Ringsiedlung (letteralmente "insediamento del Ring" – dal nome del gruppo di architetti progettisti), è un grande complesso residenziale di Berlino, posto per la maggior parte nel quartiere di Charlottenburg-Nord, e per una parte minore nel confinante quartiere di Siemensstadt.

## Storia
Costruito dal 1929 al 1931, esso costituisce uno degli esempi più rilevanti di edilizia residenziale della Repubblica di Weimar, e rappresenta un esempio significativo dello stile architettonico detto Neues Bauen; per tali motivi, è posto sotto tutela monumentale (Denkmalschutz) e costituisce parte del patrimonio dell'umanità dell'UNESCO denominato "Residenze in stile moderno di Berlino".
Il quartiere fu progettato da un gruppo di 6 architetti (Otto Bartning, Alfréd Forbáth, Walter Gropius, Hugo Häring, Paul Rudolf Henning e Hans Scharoun), riuniti nell'associazione Der Ring; dopo la stesura di un piano urbanistico generale, l'area fu suddivisa in 6 zone, ognuna assegnata ad un architetto, per la progettazione delle abitazioni.

### Testi di approfondimento
- Federico Marconi, Il quartiere Siemensstadt, Berlino 1930, in Casabella - Continuità, n. 223, Milano, Editoriale Domus, gennaio 1959,  pp. 34-39.
- (DE)  Bauwelt, fascicolo 46, 1930.
- (DE)  Bauwelt, fascicolo 15-16, 1962.
- (DE)  Architekten- und Ingegnieur-Verein zu Berlin (a cura di), Berlin und seine Bauten. Teil IV Band A, Berlino (Ovest) 1970.
- (DE)  Deutsche Bauzeitung, fascicolo 1, 1931.
- (DE)  Jaeggi, A., Die Planungs- und Baugeschichte der vier Siedlungen, in Huse, N. (a cura di), Siedlungen der zwanziger Jahre – heute. Ausstellungskatalog, Berlino (Ovest) 1984, p. 159.
- (DE)  Kloß, K.-P., Siedlungen der zwanziger Jahre, in V. Spiess (a cura di), Berliner Sehenswürdigkeiten, Berlino 1982, pp. 43 e segg.
- (DE)  Neue Heimat n. 2, 1962.
- (DE)  Rave, R.; Knöfel, H.J., Bauen seit 1900 in Berlin, Berlino (Ovest) 1968
- (DE)  AA.VV., Berliner Wohnquartiere. Ein Führer durch 70 Siedlungen, Reimer Verlag, Berlino 2003, pp. 146–149.